# Signe Toksvig
Signe Kirstine Toksvig (14. února 1891 Nykøbing Sjælland - 15. ledna 1983 Kongens Lyngby) byla dánská autorka píšící anglicky.
Byla dcerou editora Petera Kristiana Toksviga (1851-1931) a Ane Marie Christensenové (1854-1936). Její práce zahrnují celou řadu povídek a esejů, a čtyři romány: The Last Devil (1927), Eve’s Doctor (1937), Port of Refuge (1938) a Life Boat (1941). Navíc napsala dva životopisy: Život Hanse Christiana Andersena (1933) a Emanuela Swedenborga (1948). Vdala se za irského spisovatele Francise Hacketta, pár žil v Irsku (v prvních letech jejich manželství), a pak se přestěhoval do Dánska a později do Spojených států (během 2. světové války), a zase zpátky do Dánska.